# Torre Costerillou
La Torre Costerillou o Torre George Cadier és un cim de 3.049 m d'altitud, amb una prominència de 20 m, que es troba a la cresta est del Balaitús, al massís homònim, entre la província d'Osca (Aragó) i el departament dels Alts Pirineus (França).
La primera ascensió la van realitzar els germans Édouard i George Cadier l'any 1911, a través de la famosa cresta de Costerillou.
És considerat com el cim de més de 3.000 metres del Pirineu amb l'ascensió més difícil per la seva via normal.